# Microsasima stueberi
Microsasima stueberi är en insektsart som beskrevs av De Jong, C. 1972. Microsasima stueberi ingår i släktet Microsasima och familjen vårtbitare. Inga underarter finns listade i Catalogue of Life.